# Mala vas (gmina Gorišnica)
Mala vas – wieś w Słowenii, w gminie Gorišnica. W 2018 roku liczyła 247 mieszkańców.